# Pieni-Mykärä (ö, lat 61,63, long 26,52)
Pieni-Mykärä är en ö i Finland. Den ligger i sjön Suontee och i kommunerna Hirvensalmi och Pertunmaa och landskapet Södra Savolax, i den södra delen av landet, 180 km nordost om huvudstaden Helsingfors. Öns area är 5,6 hektar och dess största längd är 420 meter i öst-västlig riktning.